# テッシェン条約
テッシェン条約（ドイツ語：Frieden von Teschen）は、1779年5月13日に調印された、ハプスブルク帝国（オーストリア）とプロイセン王国との間の条約。

## 締結
オーストリア領シュレージエンのテッシェン（テッシェン公国の首都、現ポーランド共和国シロンスク県のチェシン）で締結され、バイエルン継承戦争はこれによって終結した。開戦直後から両国の交渉は始まっていたが、面子にこだわったりオーストリア国内で政治の主導権争いがあったりして、かなり長期化した。ロシア帝国とフランス王国の仲介もあって、10か月かけて成立した。

## 内容
内容は以下の通りである。
- バイエルン継承戦争の終戦を確認する。
- バイエルン選帝侯国はプファルツ選帝侯カール4世フィリップ・テオドールが継承する。それにより、ヴェストファーレン条約の規定からプファルツにおける選帝侯の地位は消滅する。
- オーストリアはイン川沿いに若干の領土をバイエルンから譲渡される。
- プロイセンはアンスバッハ、バイロイト両辺境伯領を将来併合することを認められる。
- プロイセンに味方したザクセンには資金援助が与えられる。